# الیور بلوم
الیور بلوم (انگلیسی: Oliver Blume؛ زادهٔ ۶ ژوئن ۱۹۶۸) مدیر اجرایی اهل آلمان است، که هم‌اکنون به‌عنوان مدیرعامل شرکت پورشه فعالیت می‌کند.